# Хесус Марија Переда
Хесус Марија Переда Руиз де Темињо (Медина де Помар, 15. јун 1938 — Барселона, 27. септембар 2011), познат и као Хесус Переда, био је шпански фудбалски везиста и тренер.
У 16-годишњој професионалној каријери, играо је углавном за Барселону, сакупивши укупно 197 мечева и 55 голова за четири тима у Ла Лиги – укључујући и љутог ривала, Реал Мадрид. Године 1964. помогао је Шпанији да освоји Европско првенство, а као репрезентативац је играо током целе деценије.
Након престанка фудбалске каријере, Переда је био задужен за неколико омладинских националних тимова Шпаније, укључујући тимове до 20 и до 21 годину.

## Клупска каријера
Иако је рођен у Медини де Помар, у покрајини Бургос, Переда је одрастао у Балмаседи на Бискаји  и, као школарац, био је капитен покрајинског тима испод 16 година. Почео је своју сениорску каријеру у клубу из Билбаа, Индаутку, када га је Атлетик Билбао контроверзно одбио, са још двојицом чланова његовог тима, због њиховог родног места,  при чему Переда прелази у Реал Мадрид, а остали у Атлетико Мадрид.
Переда се појавио само у две утакмице у Ла Лиги за Реал, постигавши један гол у победи на домаћем терену од 3 : 0 против Реал Сарагосе, када је тим освојио национално првенство. Током свог боравка у главном граду Шпаније, такође је био позајмљен Реал Ваљадолиду у другог шпанској лиги након што се посвађао са тренером Луисом Карниљом. Вратио се у прву лигу са Севиљом и постигао 11 голова у својој првој сезони.
Переда се придружио Барселони у лето 1961. године, а наступио је у 293 утакмице током осам година (104 гола). За то време два пута је освојио куп, постигавши први гол у финалу 1963, победу од 3 : 1 над Сарагосом на Камп Ноу.
Са 31 године, Переда је напустио Барселону и придружио се каталонском суседу Сабаделом, ретко се појављујући током сезоне. Каријеру је прекинуо након две утакмице у другој лиги са Мајорком.

## Тренерска каријера
У сезони 1995–96, Переда је имао своје прво и једино тренерско искуство на клупском нивоу, доводећи Ксерез до 11. места у другој лиги.

## Репрезентација
Переда је постигао шест голова у 15 наступа за Шпанију, током осам година. Његов деби је био 15. маја 1960. у пријатељској победи са Енглеском резултатом 3 : 0 на стадиону Сантијаго Бернабеу.
Два Передина репрезентативна гола постигнута су на европском првенству 1964. године, на којем се појавио заједно са саиграчем из Барселоне Жозепом Маријом Фустеом. Постигао је гол и у полуфиналу против Мађарске и у финалу против Совјетског Савеза, пошто је репрезентација освојила првенство на домаћем терену; у одлучујућем мечу асистирао је и Марселину у победи 2 : 1, иако су новине означиле Амансија као асистента.
Током 15 година, Переда је водио и националне тимове Шпаније до 20 и до 21 године, доводећи прве до другог места на Светском првенству 1985. у Совјетском Савезу. Године 1988. био је задужен за аутономну екипу Кастиље и Леона у једној утакмици, нерешено 1 : 1, са Арагоном. Четири године касније заменио је Висентеа Миjеру на челу сениорског тима Шпаније на један меч због Мијерине болести с обзиром да је радио у стручном штабу као помоћник.

### Голови за репрезентацију
| #  | Датум             | Стадион              | Противник       | Гол   | Резултат | Такмичење                                    |
| -- | ----------------- | -------------------- | --------------- | ----- | -------- | -------------------------------------------- |
| 1. | 17. јул 1960.     | Насионал             | Чиле            | 0 : 3 | 1 : 4    | Пријатељска утакмица                         |
| 2. | 17. јун 1964.     | Сантијаго Бернабеу   | Мађарска        | 1 : 0 | 2 : 1    | Европско првенство у фудбалу 1964.           |
| 3. | 21. јун 1964.     | Сантијаго Бернабеу   | Совјетски Савез | 1 : 0 | 2 : 1    | Европско првенство у фудбалу 1964.           |
| 4. | 27. октобар 1965. | Рамон Санчез Писхуан | Република Ирска | 1 : 1 | 4 : 1    | Квалификације за Светско првенство у фудбалу |
| 5. | 27. октобар 1965. | Рамон Санчез Писхуан | Република Ирска | 2 : 1 | 4 : 1    | Квалификације за Светско првенство у фудбалу |
| 6. | 27. октобар 1965. | Рамон Санчез Писхуан | Република Ирска | 3 : 1 | 4 : 1    | Квалификације за Светско првенство у фудбалу |

## Смрт
Переда је преминуо у Барселони 27. септембра 2011. у 73. години од рака.

## Трофеји

### Као играч

#### Реал
- Ла Лига : 1957–58
- Куп Европе : 1957–58

#### Барселона
- Куп Шпаније у фудбалу: 1962–63, 1967–68
- Куп сајамских градова: 1965–66

#### Репрезентација
- Европско првенство: 1964

#### Индивидуални
- УЕФА Европско првенство : Златна копачка / Тим турнира 1964.[7]

### Као селектор

#### Шпанија У16
- УЕФА Европско првенство : 1988

#### Шпанија У18
- ФИФА У-20 Светско првенство : вицешампион 1985